# Харви Сидарс (Њу Џерзи)
Харви Сидарс (енгл. Harvey Cedars) град је у америчкој савезној држави Њу Џерзи.

## Демографија
По попису из 2010. године број становника је 337, што је 22 (-6,1%) становника мање него 2000. године.
| Група             | 2000.       | 2010.       |
| Белци             | 342 (95,3%) | 331 (98,2%) |
| Афроамериканци    | 2 (0,6%)    | 2 (0,6%)    |
| Азијати           | 1 (0,3%)    | 1 (0,3%)    |
| Хиспаноамериканци | 13 (3,6%)   | 3 (0,9%)    |
| Укупно            | 359         | 337         |